# Holy Ground
Holy Ground è il quinto album in studio del supergruppo statunitense The Dead Daisies, pubblicato nel 2021 dalla Spitfire Records.

## Descrizione
Nella formazione della band si ha un cambio significativo: avviene l'ingresso di Glenn Hughes, musicista conosciuto per la sua militanza nei Deep Purple, il quale ricopre sia il ruolo di cantante che quello di bassista, nonché di principale compositore.

## Tracce
1. Holy Ground – 3:15
2. Like No Other – 3:52
3. Come Alive – 4:45
4. Bustle and Flow – 5:46
5. My Fate – 3:55
6. Chosen and Justified – 8:33
7. Saving Grace – 4:19
8. Unspoken – 3:27
9. 30 Days in the Hole – 3:07
10. Righteous Days – 3:53
11. Far Away – 3:53

## Formazione
- Glenn Hughes, voce, basso
- David Lowy, chitarra
- Doug Aldrich, chitarra
- Deen Castronovo, batteria